# کشنده تک‌خال
کشنده تک‌خال (در نیوزیلند) یا کشنده قهوه‌ای (در استرالیا)، (نام علمی: Chromis hypsilepis)، یک دوشیزه‌ماهی از سردهٔ Cکرومیس است که در جنوب شرق استرالیا و بین کیپ شمالی و کیپ شرقی جزیره شمالی نیوزیلند در اعماق حدود ۶۰ متر، در سواحل سنگی یافت می‌شود. طول آن بین ۱۵ تا ۲۰ سانتی‌متر رشد می‌کند.